# Slobodna Dalmacija
Slobodna Dalmacija («Вільна Далмація») — хорватська щоденна газета, що виходить у Спліті, найбільша за кількістю примірників у Далмації.

## Історія
Перший номер газети випустили 17 червня 1943 року партизани Тіто у занедбаному кам'яному сараї на гірському пасмі Мосор поблизу Спліта, під час окупації міста італійською армією. Пізніше газета друкувалася у Брштанові, Спліті, Огор'ї, Лівні, Хварі та Вісі, а з 26 жовтня 1944, коли визволили Спліт, часопис постійно виходить саме в цьому місті.
Хоча спочатку вона розглядалася як суто далматинська регіональна газета, протягом наступних десятиліть видання переросло в одну з найтиражніших і найпопулярніших щоденних газет комуністичної Югославії, а її наклад досяг зеніту наприкінці 1980-х років. Великою мірою своїм успіхом часопис завдячував своєму розділу гумору. Багато з найпопулярніших хорватських гумористів, таких як Мілєнко Смоє, Джермано Чічо Сенянович і тріо, яке пізніше заснувало Feral Tribune, розпочали свою кар'єру тут.
Ще однією причиною цього успіху стала редакційна політика Йошка Кулушича, який, скориставшись занепадом комунізму, дозволив газеті стати форумом для нових політичних ідей. На початку 1990-х років «Вільна Далмація» завоювала репутацію газети з найбільш політично різноманітною групою оглядачів — від крайніх лівих до крайніх правих.
1992 року влада подала в суд на газету, що в кінцевому підсумку призвело до одного з найбільш сумнозвісних скандалів у недавній хорватській історії. Видання приватизували, внаслідок чого новим власником став загребський бізнесмен Мирослав Кутле. Після короткої спроби завадити зміні власника шляхом страйку, газета у березні 1993 року офіційно перейшла до нового господаря.
Після закінчення війни у 1995 році часопис зіткнувся з серйозними фінансовими проблемами. Наприкінці 1990-х років право власності на газету знову перейшло до уряду. Проте вона зберегла свою виразно тверду націоналістичну позицію навіть протягом першого року правління лівоцентричного уряду прем'єр-міністра Івиці Рачана.
У травні 2005 року видання знову приватизували. Цього разу його продали холдингу Europapress Holding, що зробило його сестринською газетою часопису Jutarnji list. 2014 року нарівні з Europapress Holding газету придбав Маріян Ганжекович і вона стала більш правою. Були ситуації, коли журналістам лівої орієнтації заборонялося писати те, що вони хочуть (приміром, Даміру Пиличу 2015 року), а деяких звільняли (як-от Бориса Дежуловича).